# Galgo español
Il galgo español è un levriero nativo della Spagna. Secondo la Reale Accademia di Lingua Spagnola, la parola deriva dal latino canis gallicus, cane della Gallia, e nel linguaggio odierno significa semplicemente levriero. Invece spesso fuori dalla Spagna si crede che sia un’indicazione di razza. Ma la razza vera e propria è galgo (levriero) español (spagnolo), tanto che il greyhound si chiama galgo ingles. Dunque galgo da solo significa solo levriero. E spesso i galgueros (chi alleva e caccia con i galgos españoles) usano un detto che dice molto sulla considerazione che hanno verso questa razza e la ricerca di allevarlo in standard: “molti sono galgos, ma pochi sono galgos españoles”.
Secondo la classificazione della FCI, questa razza di levriero è inclusa nel gruppo 10 sezione 3, che corrisponde a quella dei levrieri pelo raso; anche se esiste una varietà di pelo duro.
Il levriero spagnolo è uno dei levrieri europei più antichi, anche se l’omologazione dello standard da parte della FCI risale solo al 1982.

## Morfologia
Lo standard del galgo español è molto preciso e dettagliato. Le caratteristiche immancabili sono:
- Testa con assi cranio-facciali divergenti, con la canna nasale montonina.
- Coda lunga che pende a falce con un uncino finale inclinato lateralmente.
- Il torace non deve arrivare al gomito.
- Il posteriore deve essere più alto del garrese.

## Carattere
Il levriero spagnolo dimostra un carattere serio e riservato. Dà prova di perseveranza e vivacità, il che lo ha reso adatto alle corse sportive e alla caccia di animali di piccola taglia, primo su tutti la lepre.
Questo levriero in madre patria è sempre stato allevato in branco e la sua funzione è cacciare uccidendo la preda lasciandola integra, per il cacciatore. Da ciò si evince che è un animale molto docile e remissivo, che tira fuori il suo ardore solo nel momento in cui insegue la lepre e non ama vivere da solo, senza una sua “famiglia”.
Queste caratteristiche lo fanno un ottimo compagno di vita, per nulla aggressivo; un cane sportivo che può trottare a fianco del proprietario per una giornata intera, per poi dormire senza muovere un muscolo per molte ore.